# Романюк Анатолій Іванович
Анато́лій Іва́нович Романю́к (14 грудня 1948, Смордва — 2 січня 2022, Луцьк) — український театральний актор, народний артист України (2008).

## Життєпис
Народився 14 грудня 1948 року в селі Смордва на Рівненщині.
Від 1962 року разом з батьками жив і навчався в школі у місті Дубно Рівненської області. Брав участь в роботі шкільного драмгуртка, організованого його мамою Вірою Тихонівною, вчителькою української мови та літератури. Також виступав у місцевому народному театрі.
Навчався в Рівненському водному інституті, але 1970 року вирішив обрати інший шлях, поступивши до Київського державного інституту театрального мистецтва ім. І.Карпенка-Карого за спеціальністю актора драматичного театру і кіно (курс Ірини Молостової).
1974—1989 — актор Рівненського обласного музично-драматичного театру.
1989—1994 — актор Кіровоградського обласного музично-драматичного театру.
1994—2022 — актор Волинського академічного музично-драматичного театру ім. Т. Г. Шевченка.
Пішов з життя 2 січня 2022 року.

## Ролі
- Буслай («Поріг» Олексія Дударєва)
- Генрі («Генрі ІІ» Джеймса Голдмена)
- Гуска («Отак загинув Гуска» Миколи Куліша)
- Дудукін («Без вини винні» Олександра Островського)
- Дядя Мітя («Любов і голуби» Володимира Гуркіна)
- Карпо («Лимерівна» Панаса Мирного)
- Кушнір («Здрастуйте, батьки» Рудольфа Отколенка)
- Макар («Суєта» Івана Карпенка-Карого)
- Месія («Одержима» Лесі Українки)
- Нечипір («Пошились у дурні» Марка Кропивницького)
- Ной («Ковчег» Василя Босовича)
- Орішевський («Северин Наливайко» Петра Ластівки за мотивами творів С. Черкасенка, П. Куліша, Г. Кониського)
- Риф («Вестсайдська історія» Артура Лорентса, муз. Леонарда Бернстайна)
- Рудольфо («Циліндр» Едуардо Де Філіппо)
- Сеньйор Ніколо («Неаполь-місто попелюшок» Надії Ковалик)
- Сусід («Дуже проста історія» Марії Ладо)
- Сталинський («Гріх» Володимира Винниченка)
- Хома («Ой, не ходи, Грицю…» Михайла Старицького)
- Цокуль («Наймичка» Івана Карпенка-Карого)
- Янкель («Тарас Бульба» Миколи Гоголя)

## Визнання
- 1989 — заслужений артист Української РСР
- 2008 — народний артист України